# 부다페스트 기술경제대학교
부다페스트 기술경제대학교(헝가리어: Budapesti Műszaki és Gazdaságtudományi Egyetem 또는 줄여서 Műegyetem), 공식 약칭 BME,는 헝가리 부다페스트에 위치한 공립 연구형 대학이다. 이 대학은 헝가리에서 가장 중요한 공과대학교이며, 대학 등급과 구조를 갖춘 세계에서 가장 오래된 기술 연구소로 간주된다. 1782년에 설립되었다.
8개 학부 구조 내에서 110개 이상의 학과 및 연구소가 운영되고 있다. 약 1100명의 강사, 400명의 연구원 및 기타 학위 소지자, 그리고 다수의 초빙 강사 및 실무 전문가들이 부다페스트 기술경제대학교의 교육 및 연구에 참여하고 있다. 약 21,171명의 학생 중 1381명은 50개국 출신의 외국인이다. 부다페스트 기술경제대학교는 헝가리 공학 학위의 약 70%를 수여한다. 이 대학의 교수/연구원 34명은 헝가리 과학 아카데미 회원이다.
교육 과정은 헝가리어, 영어, 독일어, 프랑스어, 러시아어의 다섯 가지 언어로 제공된다.
ECTS 학점 제도는 1995년에 도입되었다. 이는 학생들이 유럽 연합의 학생 교환 프로그램인 소크라테스(에라스무스로도 알려짐)에 등록하고, TIME 연합 네트워크를 통해 이중 학위를 취득하는 데 도움을 준다.

## 역사

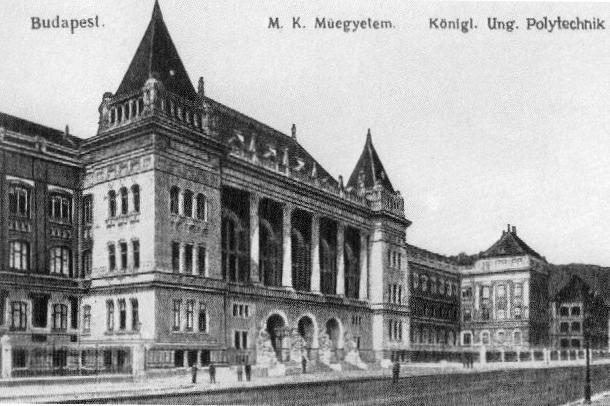
1909년의 대학

- 1635년 – 헝가리 수좌주교인 페테르 파즈마니 대주교가 나지좀바트(현재 트르나바, 슬로바키아) 대학교를 설립한다.
- 18세기 후반 – 대학은 부다로 이전하여 부다 대학교가 된다.
- 1735년 – 세계 최초의 기술 연구소인 "베르크-숄라"가 1735년 헝가리 왕국 반스카슈티아브니차의 셸메츠바냐에 설립되었다.[4] BME의 첫 교수진 중 많은 이들이 셸메츠바냐 출신이었다.
- 1782년 – 요제프 2세 황제는 부다 대학교 인문학부의 일부로 기하학 연구소를 설립한다. 부다페스트 기술경제대학교의 직접적인 전신인 이 연구소는 측량, 하천 관리, 도로 건설 학생들에게 공학 학위를 수여하는 유럽 최초의 기관이다.
- 1850년 – 기하학 연구소가 요제프 기술 대학과 합병된다.
- 1856년 – 합병된 기관들은 왕립 요제프 공과대학이 된다.
- 1860년 – 라틴어가 헝가리어로 대체되어 교육 언어가 된다.
- 1862년 – 왕립 요제프 공과대학이 왕립 요제프 대학교가 된다.
- 1872년 – 왕립 요제프 대학교는 5년간의 학습 후 공학 디플로마를 수여할 수 있는 완전한 자율권을 획득한다. 이는 유럽에서 대학 수준의 엔지니어를 양성하는 최초의 기관 중 하나이다.
- 1901년 – 왕립 요제프 대학교는 "기술 박사" 학위를 수여할 자격을 얻는다.
- 1910년 – 대학은 현재의 겔레르트 광장 근처(아르누보 양식의 호텔 겔레르트 옆)로 이전한다.
- 1925년 – 첫 여성 학생들이 등록한다.
- 1934년 – 대학은 팔라틴 요제프 기술경제대학교로 재편성되었고, 전간기 산업화 과정에서 헝가리의 공학 및 경제학자 양성과 함께 지배적인 역할을 수행했다.
- 1939년 – 평생 교육 연구소가 문을 연다.
- 1949년 – 부다페스트 공과대학교라는 공식 명칭이 사용된다. 이 시기에 대학은 토목 공학, 기계 공학, 건축, 화학 공학 및 전기 공학(역사적 순서) 학부로 구성된다.
- 1955년 – 교통 공학부가 설립된다.
- 1956년 – 1956년 헝가리 혁명은 부분적으로 대학 학생들이 시작했으며, 많은 교수들도 뒤를 이었다.
- 1967년 – 부다페스트에 위치한 두 기술 대학이 합병되어 6개 학부를 갖춘 부다페스트 공과대학교를 형성했다.
- 1984년 – 헝가리어 외에 영어로도 교육이 제공된다.
- 1994년 – 부다페스트 공과대학교는 헝가리에서 학점 제도를 도입한 최초의 대학 중 하나이다. 대학은 공인된 학술 프로그램에서 유럽 학점 이수 시스템(ECTS)에 따라 학점 배정을 적용한다.
- 1998년 – 자연 과학 학부와 경제 사회 과학 학부가 설립된다.
- 2000년 – 공식 명칭이 부다페스트 기술경제대학교로 변경된다.

## 학부

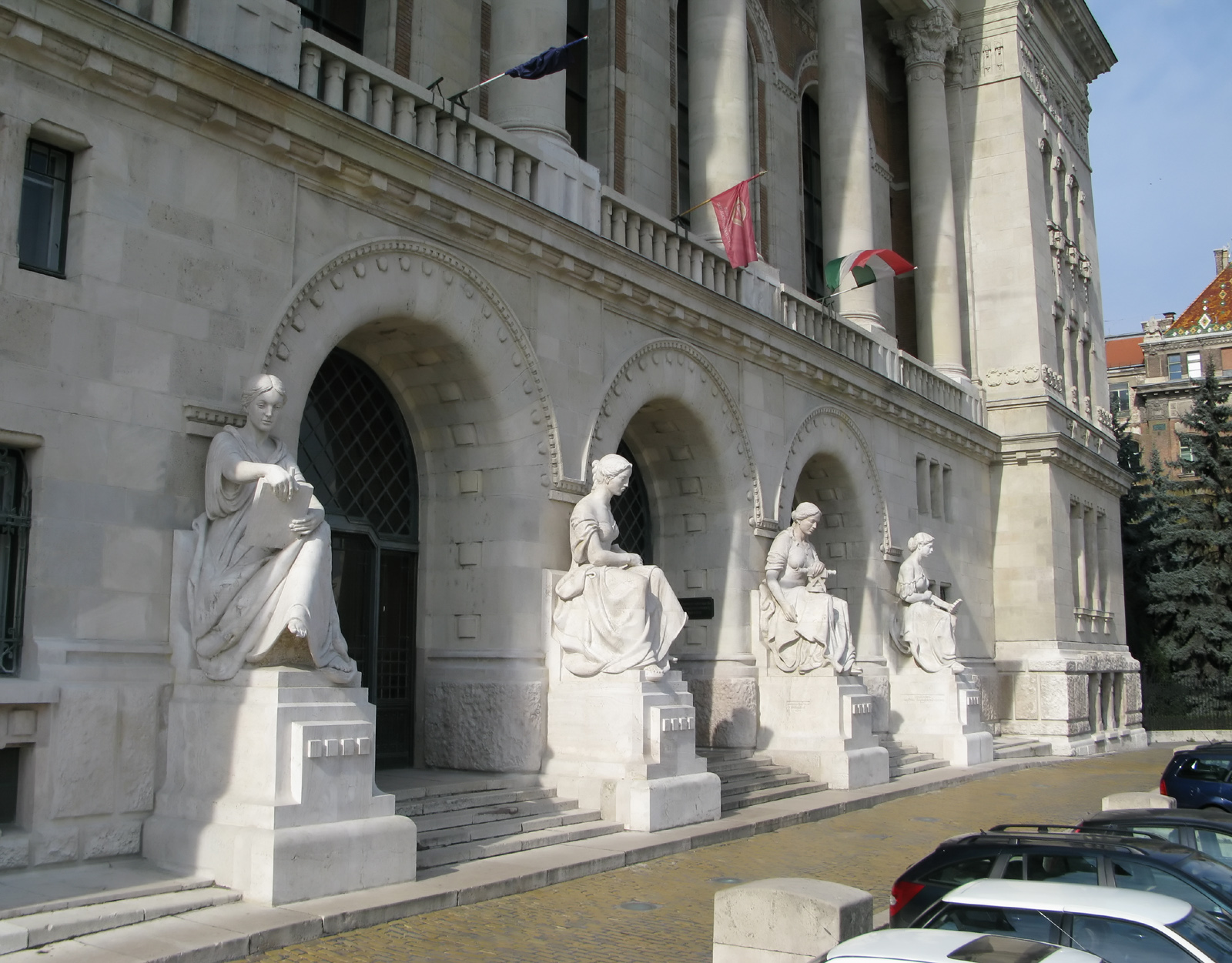
대학교 "K" 중앙 건물 주 출입구와 처음 4개 학부의 조각상

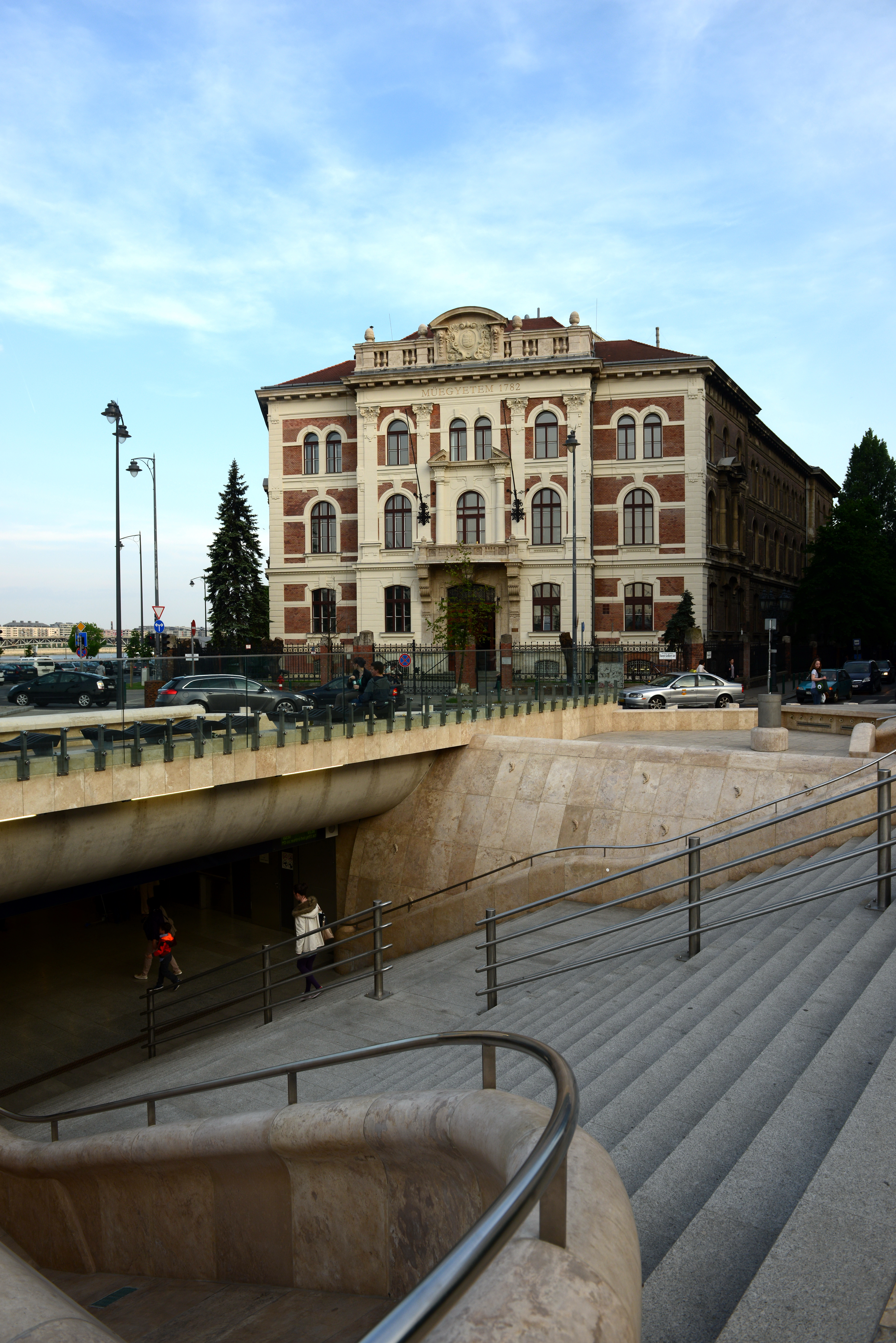
"Ch" 건물

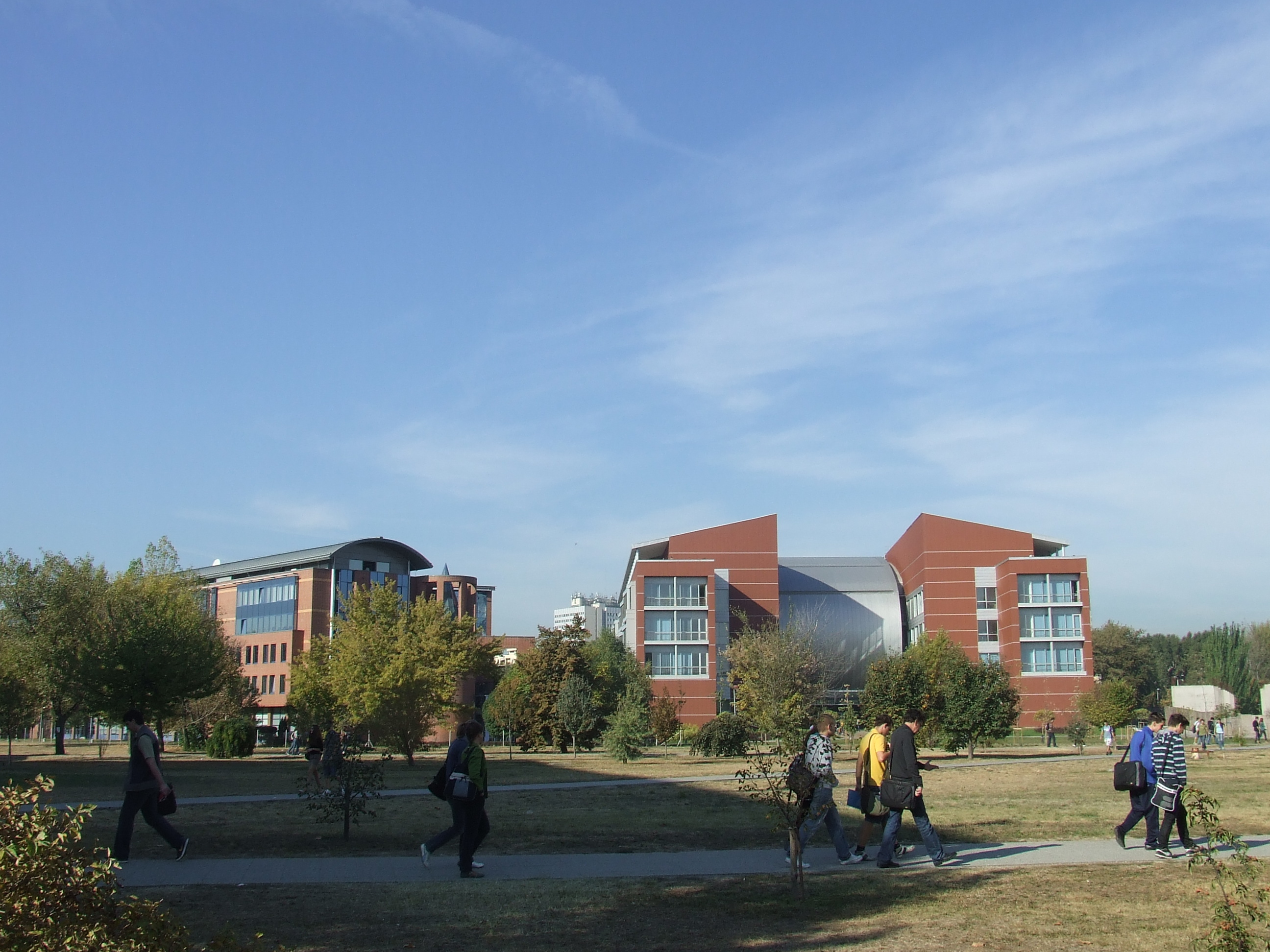
"I" 및 "Q" 건물

현재 대학은 8개의 학부로 구성되어 있다(괄호 안은 설립 연도).

### 토목 공학부 (1782)
- 토목 공학

### 기계 공학부 (1871)
- 기계 공학
- 기전공학
- 에너지 공학
- 산업 디자인 공학
- 산업 제어 공학

### 건축학부 (1873)
- 건축학

### 화학 기술 및 생명 공학부 (1873)
- 화학 공학
- 생화학 공학
- 환경 공학

### 전기 공학 및 정보학부 (1949)
- 전기 공학
- 컴퓨터 과학 공학

### 교통 공학 및 차량 공학부 (1955)
- 교통 공학
- 차량 공학
- 물류 공학

### 자연 과학 학부 (1998*)
- 수학
- 물리학
- 계산 및 인지 신경과학

### 경제 사회 과학 학부 (1998*)
- 기술
  - 공학 경영
  - 기술 교육
- 경제
  - 응용 경제학
  - 경영 및 관리
  - 국제 비즈니스
  - 지역 및 환경 경제학
- 사회
  - 커뮤니케이션 및 미디어 연구
- 자연 사회 과학 학부는 1987년에 설립되었고 1998년에 분리되었다.

## 조직 구조

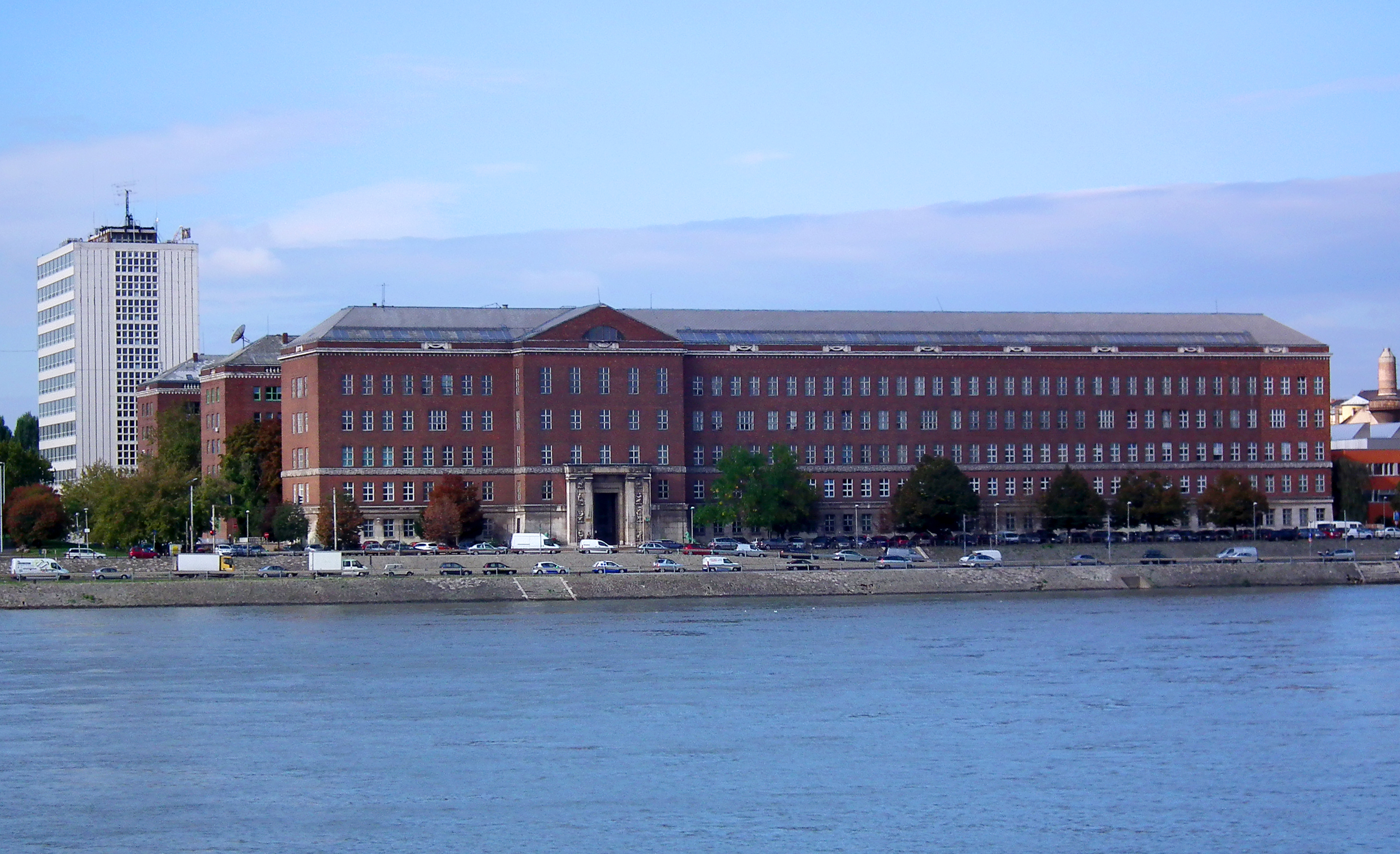
"R" 건물은 사무처 및 중앙 학생 사무실이 있는 곳이다.

부다페스트 기술경제대학교(BME)는 중앙 예산 기관으로 운영되는 공립 고등 교육 기관이다. 설립 규정은 인적 자원부 장관이 발행했다. 조직 및 운영 조건은 법률에 따라 자체 규정에 요약되어 있다.
대학의 운영 기관은 평의회이다. BME는 학부로 나뉘어 있다.
설립 순서에 따른 학부:
- 토목 공학부 (ÉMK)
- 기계 공학부 (GPK)
- 건축학부 (ÉPK)
- 화학 기술 및 생명 공학부 (VBK)
- 전기 공학 및 정보학부 (VIK)
- 교통 공학 및 차량 공학부 (KJK)
- 자연 과학 학부 (TTK)
- 경제 사회 과학 학부 (GTK)

교육, 연구, 혁신 및 직접적인 추가 서비스는 학부에서 진행된다. 학부 간의 업무 분담은 교육 및 기술 분야 모두에서 주제 중심이다. BME의 조직도는 여기에서 볼 수 있다. 학부는 학과, 연구소, 연구 센터로 구성되며, 학장실 및 기타 부서의 지원을 받는다.
총장실과 사무처가 운영을 지원한다. 고도로 독립적인 통합 내부 통제 그룹이 있다.
학부 및 학생 단체는 서비스 부서의 지원을 받는다.
핵심 및 부수 활동은 다음으로 지원된다.
- 시스템 관리 및 시스템 지원 서비스
  - 사무처 부서에 의해
- 다음과 같은 전문 서비스
  - 도서관 및 정보 관리
    - 국립 기술 정보 센터 및 도서관 및 그 안에 있는 대학 기록 보관소에 의해

  - 학생 등록, 학습 관리 및 조정
    - 중앙 학생 사무실에 의해

  - 문화 서비스와 함께 학생 지원 및 상담 관리
    - 학생 서비스 국에 의해

  - 평의회, 총장 회의 및 윤리 위원회 비서실
    - 총장실에 의해

  - 학부 평의회, 교육 위원회 및 학부의 기타 위원회 지원
    - 학장실에 의해

  - 대학 교육 허가 및 박사 위원회 및 과학 학생 협회 비서실
    - 중앙 학생 사무실에 의해

  - 고등 교육 직원 연합 BME 조직 및 공공 문화 및 컬렉션 직원 연합 BME 단위, 공무원 평의회 및 균등 기회 BME 위원회 지원
    - 대표 사무실에 의해

  - 대학 학생 및 박사 과정 학생 대표(EHDK)의 운영 기구 지원
    - 학생 서비스 국에 의해

  - 독립 조직 단위 및 활동 조정
    - 기타 상위 조직에 의해

대학이 설립하거나 소유한 회사, 복지 기관, 학생 또는 교사 활동 그룹 및 대학과 관련된 기타 조직과 같은 다른 조직들도 있다.
총장은 대학의 최고 관리자이자 대표자이다. 사무처장은 대학의 기능을 완수하기 위한 기술 조건, 행정, 재정 관리를 보장한다. 총장과 사무처장은 전략적 결정을 준비하기 위해 정기적으로 집행 이사회 회의를 소집한다. 고용 관계는 인사 정책 부록에 규정되어 있다.

## 입학
충분한 점수로 헝가리 중등 학교 마투라를 통과한 모든 헝가리인과 국제 바칼로레아를 소지한(다시 말하지만, 충분한 점수로) 모든 사람은 입학 자격이 있다.
모든 헝가리 대학과 마찬가지로, 헝가리어 프로그램의 경우 매 학기 약 $1000의 등록금을 납부해야 한다. 첫 대학인 헝가리인에게는 13학기 이상 재학하지 않는 한 추가 요금이 부과되지 않는다.
대학은 모든 학부에서 모든 학위 수준(예비 학년, 이학사, 인문사회 학사, 과학 석사, 철학박사)에 걸쳐 광범위한 영어 프로그램을 제공한다. 등록금은 학기당 2000유로에서 4500유로까지 다양하다.
전체 학생의 6%는 50개국 이상에서 온다. 영어 프로그램 학생들의 대다수는 아제르바이잔, 중국, 파키스탄, 카자흐스탄, 요르단 출신이 가장 많으며, 말레이시아, 에콰도르, 사우디아라비아 출신 학생들도 졸업생에 포함된다.

## 위치

BME 건물의 파노라마 전경

대학은 다뉴브강의 부다 강변에 위치해 있으며, 서버차그교와 페퇴피교 사이에 걸쳐 있고 라코치교 방향으로 뻗어 있다. 이로 인해 대학 캠퍼스는 특히 길고 좁은 형태를 띠고 있다. 대학 한쪽 끝에서 다른 쪽 끝까지 걸어가는 데 20분이나 걸릴 수 있다.
부다페스트의 내부 도시 (페슈트)는 강 건너편에 있으며, 다리 중 어느 다리를 건너든 도보로 약 10분 거리이다.

## 유명 동문

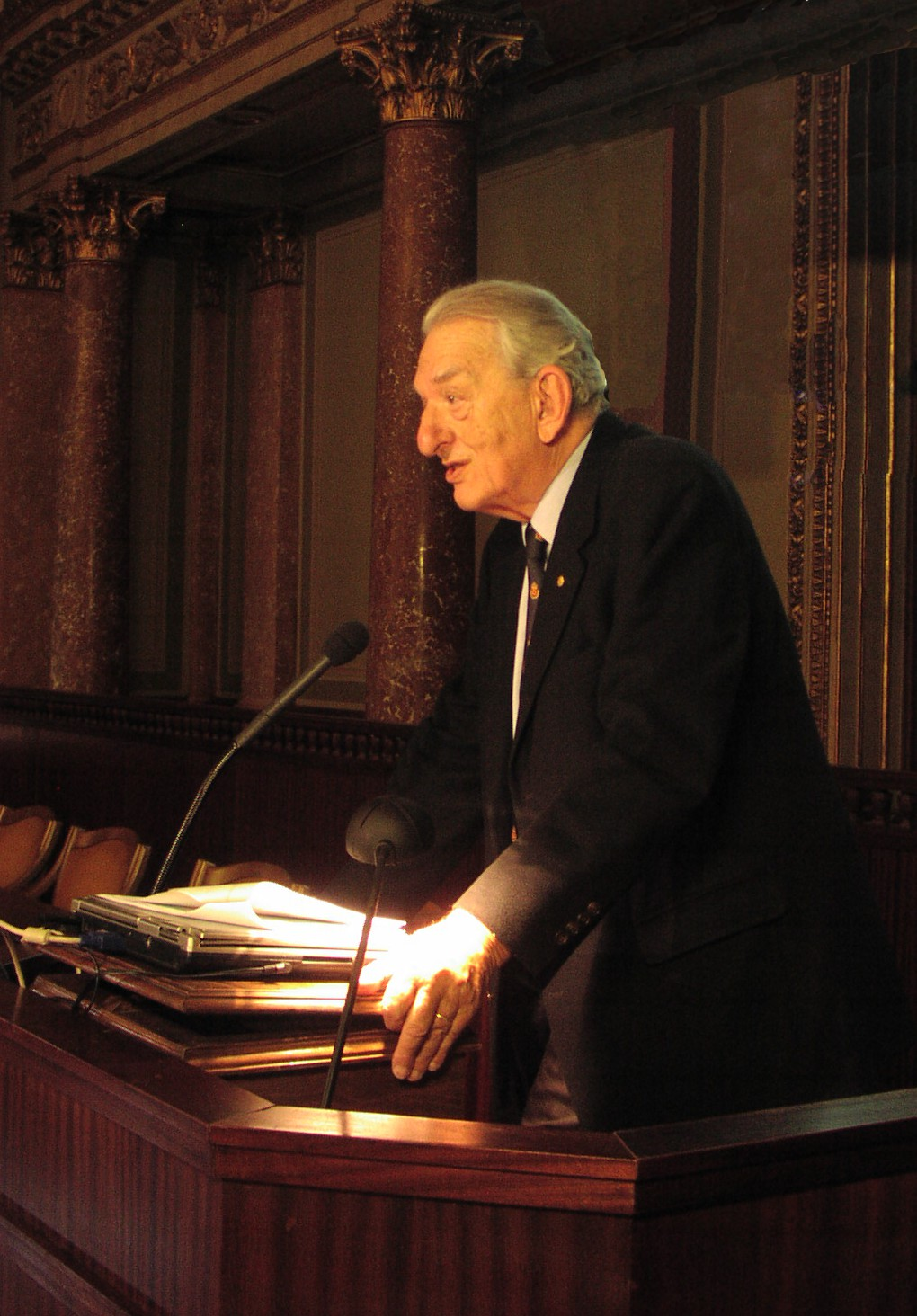
조지 앤드루 올라

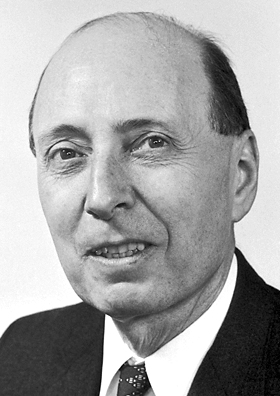
유진 위그너

### 노벨상 수상자
- 데네시 가보르 (데니스 가보르), 홀로그래피 발명가 (1971년 노벨 물리학상)
- 조지 앤드루 올라, (1994년 노벨 화학상)
- 예뇌 위그너 (유진 위그너), (1963년 노벨 물리학상)
- 크러우스 페렌츠, (2023년 노벨 물리학상)

### 기타
- 안드라시 아라토 (전기 공학자 및 모델, 인터넷 밈 '고통을 숨기는 해롤드'로 알려짐)
- 도나트 반키 (현대 기화기 공동 발명가)
- 에르되시 팔 (수학자)
- 카로이 에레키 (농업 공학자, 카로이 비트만으로 태어났으며 칼 에레키로 알려짐, 1919년 생명공학 개념을 창안함)
- 티보르 갈라이 (수학자)
- 허요시 알프레드 (올림픽 챔피언 수영 선수)
- 졸탄 하요스 (유기 화학자)
- 알러요시 하우스만 (부다성 건축가)
- 처바 호르바트 (화학 공학자, 최초의 고성능 액체 크로마토그래피를 제작함)
- 임레 칵스코비치 (면역학자 및 외트뵈시 로란드 대학교 과학 학부 학장)
- 컨도 칼만 (교류 전력 전기 기관차의 "아버지", 회전식 위상 변환기)
- 티보르 카푸, (우주비행사)
- 퇴도르 카르만 (테오도르 폰 카르만), 초음속 비행의 "아버지"
- 쾨니그 데네시 (수학자)
- 카로이 코시 (부다페스트 동식물원 건축가)
- 임레 마코베츠 (건축가, 유기 건축의 가장 저명한 지지자 중 한 명)
- 데네시 미하이 (엔지니어, 발명가)
- 사무 페츠 (중앙시장 (부다페스트) 건축가)
- 요제프 페츠발 (물리학자, 수학자, 발명가)
- 루비크 에르뇌 (건축가, 기계 퍼즐 발명가)
- 프리기예시 슐레크 (어부의 요새 건축가)
- 에르제베트 시모니 (1915–1993) — 헝가리에서 수의학 학위를 취득한 최초의 여성, 수의학 백신 관리 연구소 설립자.
- 카로이 시모니 (물리학자, 찰스 시모니의 아버지)
- 막스 스페터 (화학자 및 과학사 학자)
- 임레 슈타인들 (국회의사당 (헝가리) 건축가)
- 레오 실라르드 (물리학자, 원자 폭탄의 "아버지", 핵 반응로 공동 발명가 중 한 명)
- 티허니 칼만 (완전 전자식 TV에 대한 최초 특허, 플라즈마 디스플레이 발명가, CRT-튜브 선구자, 최초의 무인 항공기 설계자)
- 에바 베체이 (건축가, 몬트리올 기반)

## 스포츠
이 대학에는 스포츠 클럽인 뮤에게테미 AFC가 있는데, 이 클럽은 1901년 헝가리 리그 시즌에 참가했다. 대학은 10월에 IFIUS 2008년 세계 대학 간 경기를 개최했다.

## 국립 기술 정보 센터 및 도서관
부다페스트 기술경제대학교 국립 기술 정보 센터 및 도서관(BME OMIKK)은 헝가리의 두 주요 도서관의 후계 기관이다.

### BME 중앙 도서관

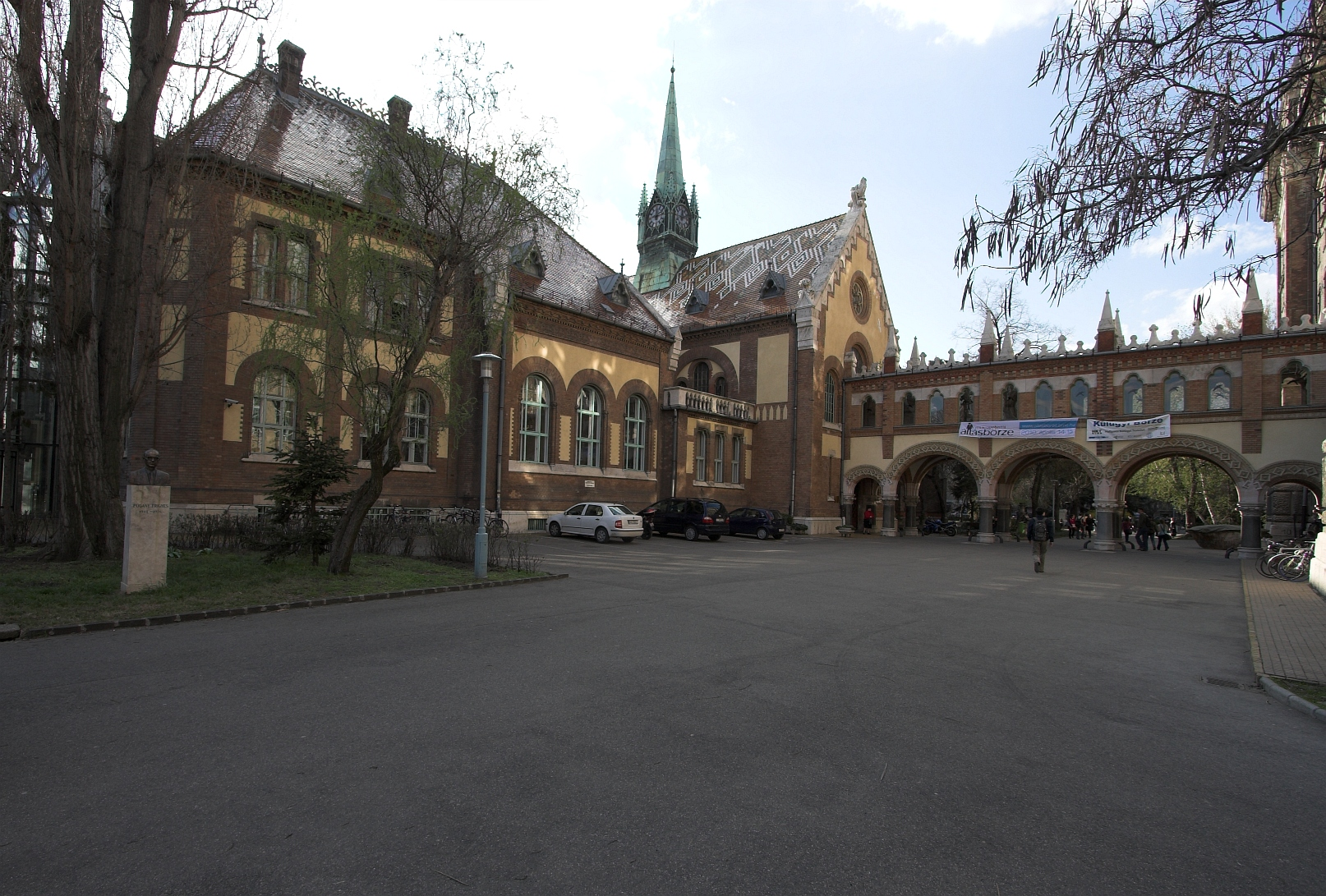
BME OMIKK

부다페스트 기술경제대학교(당시 요제프 폴리테크닉) 도서관은 1848년 종교 및 공교육부 장관인 요제프 외트뵈시 남작이 5권으로 된 책을 기증하여 도서관 재고의 첫 번째 항목이 되면서 공식적으로 설립되었다.
설립 이후 1854년 페슈트에서 부다성으로, 1872년 다시 페슈트로 대학과 함께 이전했다. 1882년에는 국립 박물관 근처 캠퍼스, 현재는 외트뵈시 로란드 대학교 인문학부 캠퍼스로 다시 이전했다. 1909년 도서관은 BME의 새로운 캠퍼스에 있는 분리된 대성당 같은 건물로 이전했다. 이 건물은 대학의 건축학 교수인 사무 페츠가 설계했다. 중앙 아울라(Aula)는 넓은, 너비가 16.5-미터 (54 ft)인 열람실을 북쪽으로, 다층 보관 시설을 서쪽으로, 도서관 업무실을 남쪽으로 연결한다. 동쪽 정면은 '한숨의 다리'로 대학의 중앙 건물과 연결되어 있다. 이 건축 개념은 시대를 초월함이 입증되었다.
나중에 저장 용량은 컴팩트 저장 기술의 도입과 캠퍼스 정원 아래에 대용량 지하 저장 시설을 추가함으로써 확장되었다.
오늘날 부다페스트 근처의 원격 저장 건물도 사용되고 있다.
초기에는 도서관이 대학 교수들에 의해 운영되었다. 최초의 전임 관장은 1936년에 임명되었다.
초기에는 도서관이 교수들만 이용할 수 있었다. 1869년에 학생들에게, 1884년에 일반 대중에게 개방되었다.
1884년 도서관의 첫 분류 시스템이 수립되었고 도서관의 첫 인쇄 카탈로그가 빈체 바르타에 의해 발행되었는데, 그는 도시 화학 기술 교수였으며 건설 자재, 가스 생산 및 물 공급을 다루었으며 대학의 총장을 두 번 역임했다. 다음 해에는 인쇄 카탈로그의 확장판이 발행되어 학과 및 국내 다른 주요 도서관에 배포되었다. 1936년 도서관은 카드 색인 시스템을 도입했다.
전자 목록화로의 전환은 1980년대에 시작되었고, 통합 도서관 시스템은 1990년대에 도입되었다. 인터넷이 확산되고 대역폭이 넓어지면서 목록은 어디에서든 이용할 수 있게 되었다.
도서관 장서는 수집과 교수들의 기증으로 확장되었다. 1872년 요제프 외트뵈시 남작의 유산과 1912년 카로이 히에로니미 엔지니어이자 정치인의 유산을 받으면서 두 차례의 주요 추가가 있었다.
제2차 세계 대전 중 건물과 장서 모두 피해를 입었다. 그럼에도 불구하고 1945년에 작업을 계속했고, 주요 열람실은 1949-1950 학년도 동안 다시 문을 열었다.
1952년 이래로 장서의 양이 증가하여 독자들이 직접 접근할 수 있도록 개가식 서가에 배치되었다. 초기에는 소설만, 나중에는 핸드북, 그리고 현재는 교과서와 최신 문학이 열람실 서가에서 찾아볼 수 있다.
1953년 도서관은 정기 간행물(부다페스트 기술대학교 중앙 도서관의 방법론적 논문, 과학 및 공학 역사에 관한 출판물, 과학 기술 문헌) 및 1960년대에 몇몇 다른 정기 간행물을 발행하기 시작했다.
1960년대 중반부터 도서관은 1학년 학생들을 대상으로 도서관 이용 및 문헌 검색 기술 교육에 참여하고 있다.
1991년 도서관은 주로 화학 관련 문헌이 개가식으로 제공되는 자연 과학 연구실을 열었다.
도서관은 대학의 도서관 네트워크의 중심이며, 수학 및 물리학 분야의 전문 도서관이다.

### 국립 기술 정보 센터 및 도서관 (OMIKK)
1883년 교육부 장관 아고스톤 트레포르트가 "산업을 다루는 기본적인 헝가리 및 국제 문헌"을 포함하는 도서관과 함께 기술 박물관을 개관했다.
1889년 도서관은 이전되어 공립 폴리테크닉 도서관과 합병되었다. 1921년 기술 및 재료 시험 연구소가 두 기관을 통합하여 설립되었다. 통합과 함께 기술 연구소 도서관이 형성되었다. 1923년부터 도서관은 게자 카플라니의 지휘 아래 집중적으로 발전했다. 1949년 기술 도서관은 기술 문서 센터와 공식적으로 합병되었다. 그 이후 도서관은 전국에 연락 도서관을 설립하기 시작했다. 1952년 명칭이 국립 기술 도서관으로 변경되었다. 1956년 도서관은 국립 박물관 근처의 대표적인 건물로 이전되었다.
1982년 전자 기술의 도입과 다국적 수준에서 협력 도서관의 정보 교환 발전에 따라 도서관은 국립 기술 정보 센터 및 도서관이라는 명칭을 사용하게 되었다. 조직 및 감독에 여러 변화가 있은 후, 2001년 교육부 장관의 결정에 따라 국립 기술 정보 센터 및 도서관의 대부분의 업무, 직원 및 전체 장서가 부다페스트 기술경제대학교 도서관에 통합되었다.

### BME OMIKK, 통합 도서관
두 도서관이 통합된 후, 주 열람실이 리노베이션되었고 그 아래에 기술 및 자연 과학 열람실이 조성되었으며, 중앙 대학 건물에 세 개의 열람실이 형성되었고, 도서관 건물과 지하 저장 시설 및 새로운 열람실을 연결하는 서비스 터널이 건설되었다.
2011년, 새로운 남부(라기마뇨스) 캠퍼스에 새로운 대학 건물이 세워진 후, 건물 "I"에 BME OMIKK의 새로운 서비스 지점이 개설되었다.

## 대학 순위
부다페스트 기술경제대학교는 QS 2017 세계 순위에서 기계 공학 분야 250위를 기록했다.
엔지니어링 및 기술 분야에서 세계 400대 대학 중 322위를 차지했으며, 콰카렐리 시몬즈 순위에 등재된 유일한 헝가리 대학이다.
타임스 고등 교육은 2020년 세계 대학 순위에서 이 대학을 1001+위로 평가했다.

## 논란
1. 일부 학생들은 장학금 지급 지연 또는 장학금 상태에 대한 혼란을 보고한다. 대학은 신청자의 사회적 지위에 기반한 정규 장학금 제공과 관련하여 특수 범주 데이터를 포함한 개인 데이터를 불법적으로 처리했다.  부다페스트 기술경제대학교는 GDPR 미준수로 헝가리 데이터 보호 당국으로부터 8,000,000 HUF(22,520 EUR)의 벌금을 부과받았으며, 2021년 2월 24일에 결정이 발표되고 2020년 12월 9일에 공식적으로 벌금이 부과되었다.
2. 부다페스트 기술경제대학교(BME)는 2023년 호라이즌 기금 동결 속에서 EU의 미흡한 소통을 비판한다.
3. 2024년, 1,000명 이상의 BME 직원(총장 포함)이 낮은 급여로 인해 강사들이 여러 직업을 가져야 한다며 상당한 임금 인상(~50%)을 요구하는 청원에 서명했다.
4. 2024년 부다페스트 기술경제대학교(BME) 전기 공학 및 정보학부 신입생 캠프에 참가한 학생들이 겪었던 가혹한 대우에 대한 충격적인 증언을 공유했다. 학생들의 보고에 따르면 군대식 훈련소와 같은 분위기, 굴욕적인 관행, 신체 수색, 심지어 스톱워치로 화장실 휴식 시간을 측정하는 행위까지 있었다고 한다.
5. 국내외 학생들의 여러 온라인 계정은 BME의 강도 높은 학업 요구, 소련식 시험, 그리고 인지된 엘리트주의를 강조한다. 일부는 특히 비헝가리인에 대한 교수진의 적대적인 태도를 묘사한다.
6. 헝가리에서는 학생의 약 3분의 1이 고등 교육 과정을 마치지 못한다. 이러한 중도 이탈률은 헝가리 교육 시스템의 경쟁적인 특성, 조기 선발 과정, 경직된 구조 등 여러 요인의 복합적인 영향을 받아 심각한 문제로 대두되고 있다. 헝가리 교육 시스템은 표준화된 시험에 대한 집중과 학생 복지에 미치는 영향으로도 비판을 받고 있다. IT 및 물리학 분야의 중도 이탈률은 심지어 50-65%에 달해 충격적이다.

## 같이 보기
- 뮤에게테미 AFC
- 매트릭스 (블링큰라이츠)

## 내용주 및 각주
1. ↑  “McDonnell International Scholars Academy”. 《Global》. 2020년 5월 27일에 확인함.
2. ↑  “QS World University Rankings-Emerging Europe & Central Asia”. 2023년 1월 15일에 확인함.
3. ↑  “Budapesti Műszaki és Gazdaságtudományi Egyetem (Budapest University of Technology and Economics) — moveonnet”. 2012년 11월 19일에 원본 문서에서 보존된 문서. 2012년 6월 11일에 확인함.
4. ↑  “Miskolc and the University”. 2012년 3월 1일에 원본 문서에서 보존된 문서. 2014년 1월 28일에 확인함.
5. ↑  “207 students from 48 countries received their diplomas at the BME graduation ceremony”. 2023년 7월 24일.
6. ↑  [Academic Ranking of World Universities 2019 http://www.shanghairanking.com/ARWU2019.html 보관됨 2019-08-15 - 웨이백 머신]
7. ↑  “BME among the World's Best Universities for Engineering and Technology - Budapest University of Technology and Economics”. 《www.bme.hu》. 2018년 4월 2일에 확인함.
8. ↑  “Budapest University of Technology and Economics”. 《Times Higher Education (THE)》 (영어). 2019년 9월 9일. 2020년 1월 5일에 확인함.